# Langast
Langast [lɑ̃ga] est une ancienne commune française située dans le département des Côtes-d'Armor en région Bretagne.
En 2019, la commune a obtenu le Label « Communes du Patrimoine Rural de Bretagne » pour la richesse de son patrimoine architectural et paysager.

## Toponymie
Le nom de la localité est attesté sous les formes Langaal au XIIe siècle, vers 1330 et à la fin du XIVe siècle, Langal en 1426 et en 1432.

La forme actuelle Langast apparaît dès 1516.
Le nom de Langast provient de l'ancien breton Lann ermitage, et de saint gal d'origine irlandaise.

## Histoire

### Antiquité - Moyen Âge
L'existence de Langast est avérée dès le Xe siècle.
Celtes et Romains se succèdent sur le territoire de Langast, laissant quelques vestiges. La fondation de l'église daterait du VIe siècle, de saint Gal. La paroisse de Langast, enclavée dans l'évêché de Saint-Brieuc, faisait partie du doyenné de Coëtmieux relevant de l'évêché de Dol et était sous le vocable de saint Gal. Elle est sous le contrôle d'un prieur vers 1330 et acquiert le titre de paroisse en 1452. Celle-ci dénombre six maisons nobles, au cours du XVe siècle.

### Époque Moderne
Au XVIIe siècle, Colbert autorise Langast à organiser des marchés de toiles et de bestiaux. La commune devient alors un bourg commercial prospère. L'élection de la première municipalité a lieu en 1790. Des troubles éclatent entre chouans et républicains, et en 1795, une colonne mobile républicaine est attaquée lors d'une embuscade.
Au XIXe siècle et au début du XXe siècle, c'est la plus importante des communes du canton sur le plan commercial ; elle exporte plusieurs milliers de kilogrammes de beurre dans la région de Rennes. En 1859, Langast compte 1 512 habitants. Les landes recouvrent une partie des terres. Elles sont défrichées au XIXe siècle pour permettre la culture de blé noir.

### XXesiècle

#### Les guerres duXXesiècle
Le monument aux Morts porte les noms de 43 soldats morts pour la Patrie :
- 37 sont morts durant la Première Guerre mondiale ;
- 5 sont morts durant la Seconde Guerre mondiale ;
- 1 est mort durant la Guerre d'Algérie.

### XXIesiècle
Le 1er janvier 2019, la commune fusionne avec Plouguenast pour former la commune nouvelle de Plouguenast-Langast dont la création est actée par un arrêté préfectoral du 19 octobre 2018.

## Politique et administration
| Période                                  | Période               | Identité                  | Étiquette      | Qualité                                                                                   |
| ---------------------------------------- | --------------------- | ------------------------- | -------------- | ----------------------------------------------------------------------------------------- |
| Les données manquantes sont à compléter. |                       |                           |                |                                                                                           |
| ?                                        | ?                     | Félix Carré               |                |                                                                                           |
| vers 1912                                | vers 1920             | Georges Duval (1874-1963) | Libéral Droite | Conseiller général de Plouguenast (1904 → 1907) Conseiller d'arrondissement (1907 → 1922) |
| vers 1922                                | janvier 1941          | Louis Carré (1868-1941)   | URD            | Chef d'escadron de cavalerie retraité Conseiller général de Plouguenast (1922 → 1937)     |
| ?                                        | mai 1953              | Eugène Mando              |                | Officier général de la Marine retraité                                                    |
| mai 1953                                 | mai 1959 (décès)      | Jean-Louis Le Rat         |                |                                                                                           |
| juin 1959                                | mars 1965             | Eugène Daniel             |                |                                                                                           |
| mars 1965                                | mars 1977             | Eugène Huet               |                |                                                                                           |
| mars 1977                                | mars 2000 (démission) | Norbert Cléro (1932-2002) |                | Agriculteur                                                                               |
| mars 2000                                | mars 2008             | Jean-Baptiste Berthelot   | DVD            | Agriculteur, premier adjoint (1995 → 2000)                                                |
| mars 2008                                | 31 décembre 2018      | Yvon Le Jan               | DVD            | Formateur                                                                                 |

## Démographie
| 1793  | 1800  | 1806  | 1821  | 1831  | 1836  | 1841  | 1846  | 1851  |
| ----- | ----- | ----- | ----- | ----- | ----- | ----- | ----- | ----- |
| 1 585 | 1 125 | 1 581 | 1 352 | 1 458 | 1 490 | 1 356 | 1 482 | 1 512 |

| 1856  | 1861  | 1866  | 1872  | 1876  | 1881  | 1886  | 1891  | 1896  |
| ----- | ----- | ----- | ----- | ----- | ----- | ----- | ----- | ----- |
| 1 477 | 1 471 | 1 393 | 1 386 | 1 403 | 1 311 | 1 355 | 1 378 | 1 338 |

| 1901  | 1906  | 1911  | 1921  | 1926  | 1931  | 1936  | 1946 | 1954 |
| ----- | ----- | ----- | ----- | ----- | ----- | ----- | ---- | ---- |
| 1 313 | 1 305 | 1 332 | 1 160 | 1 149 | 1 103 | 1 073 | 939  | 909  |

| 1962 | 1968 | 1975 | 1982 | 1990 | 1999 | 2005 | 2006 | 2010 |
| ---- | ---- | ---- | ---- | ---- | ---- | ---- | ---- | ---- |
| 847  | 778  | 695  | 645  | 653  | 646  | 637  | 637  | 631  |

| 2015 | 2016 | - | - | - | - | - | - | - |
| ---- | ---- | - | - | - | - | - | - | - |
| 629  | 637  | - | - | - | - | - | - | - |

## Lieux et monuments

### Architecture civile
- Châteaux des Essarts, du Rocher (ou du Rochay) et du Pontgamp.

### Architecture sacrée
- L´église Saint-Gal apparaît comme la plus ancienne de Bretagne, depuis la récente découverte de fresques du IXe ou Xe, qui ont complètement modifié la chronologie de l'édifice, autrefois daté des XVe – XVIe siècles. Sa particularité réside dans la maçonnerie en arête de poisson. Le plan d'ensemble, la partie basse des bas côtés et les arcs des travées remontent à la construction originelle. Au XIVe ou XVe siècle, la façade occidentale est modifiée avec l'adjonction d'un clocher, restauré au début du XVIe siècle. Les bas-côtés sont surélevés au début du XVIIIe siècle et leur toiture sont réunies à celle de la nef et des murs extérieurs, munis de contreforts. Curiosités principales : peintures romanes primitives sur les piliers centraux et nombreuses peintures, ainsi qu´un tunnel sous l'autel principal conduisant directement vers le monastère (disparu); clocher-porche, porte sud ornée ; baptistère mérovingien, vitrail du XVIe, retables du XVIIIe siècle, Christ de poutre de gloire.

- La chapelle Saint-Jean a été érigée au XVe siècle et est aujourd'hui monument historique.

## Tourisme
Pour ceux qui s'intéressent à l'architecture, civile ou religieuse : la chapelle Saint-Jean (XVIe siècle) ; le château du Rochay (XVIIe siècle) ; le château du Pontgamp (XVIIe siècle) ; le château des Essarts (XVe siècle).
À voir aussi : le village du Montrel et sa chapelle restaurée, et les vestiges préhistoriques et antiques comme le menhir du Saut-Thébault et la motte du Châtelet (ou tumulus de la Bosse-du-Diable).
De plus, de nombreux circuits pédestres au départ de Langast ont été aménagés, notamment le long de la vallée du Lié, au fil de l´eau et souvent à travers bois.
Plusieurs fêtes animent la vie locale : fête patronale le deuxième dimanche de juillet ; fête communale le premier dimanche d´août, et foire le premier et le quatrième mardi de mai et le quatrième mardi de juin.

## Économie
Langast est une commune à vocation agricole.
Sur la surface totale de 2 044 ha, dont 1 487 de SAU, on compte 35 exploitations : 25 exploitations de lait ; 3 exploitations spécialisées en porcs ; quelques élevages de bovin, ovin, avicole, cunicole et équin. Il existe aussi un âne.
24 artisans/commerçants sont installés dans la commune.

## Personnalités liées à la commune
- Mgr Jean-Louis Mando, évêque d'Angoulême[11]. Né à Langast le 23 septembre 1850 et décédé à Angoulême le 24 juillet 1900. Chanoine et archiprêtre de la Cathédrale Saint-Étienne de Saint-Brieuc, préconisé dans le consistoire du 14 décembre 1899[12] et sacré évêque dans la cathédrale de Saint Brieuc le 25 février 1900, il fut intronisé évêque d'Angoulême le 3 avril 1900. Inhumé le 28 juillet 1900 dans la Cathédrale Saint-Pierre d'Angoulême.
- Eugène Mando, son frère, député puis sénateur des Côtes-du-Nord sous la Troisième République.
- Julienne Jacquette de la Pierre (1730-25.10.1799), comtesse de Langast, qui épouse à Paris le 1er juillet 1761, René Magon de la Villebague (1722-1778), gouverneur des Mascareignes, qui lègue à son fils Charles René lorsqu'il meurt, sa propriété de Médine, à l’île de France (actuelle île Maurice), parents de l'amiral Charles René Magon de Médine (1763-1805)